# رولند توترو
رولند توترو (انگلیسی: Roland Totheroh) فیلم‌بردار اهل ایالات متحده آمریکا بود. وی از سال ۱۹۱۵ تا دهه ۱۹۴۰ در بیش از ۳۰ فیلم با چارلی چاپلین همکاری نمود.

## بخشی از فیلم‌شناسی
- مهاجر (۱۹۱۷)
- ساعت یک صبح (۱۹۱۶)
- ایزی استریت (۱۹۱۷)
- خوشی یک روز (۱۹۱۹)
- پروفسور (۱۹۱۹)
- سانی‌ساید (۱۹۱۹)
- سمساری (۱۹۱۶)
- زندگی سگی (۱۹۱۸)
- کنت (۱۹۱۶)
- دوش‌فنگ (۱۹۱۸)
- طبقه بیکار (۱۹۲۱)
- پشت صفحه نمایش (۱۹۱۶)
- سرسره بازی (۱۹۱۶)
- درمان (۱۹۱۷)
- بازرس فروشگاه (۱۹۱۶)
- ماجراجو (۱۹۱۷)
- موسیو وردو (۱۹۴۷)
- دیکتاتور بزرگ (۱۹۴۰)
- عصر جدید (۱۹۳۶)
- روشنایی‌های شهر (۱۹۳۱)
- جویندگان طلا (۱۹۲۵)
- پسربچه (۱۹۲۱)